# Pilocrocis caudatella
Pilocrocis caudatella là một loài bướm đêm trong họ Crambidae.